# Simon Newcomb

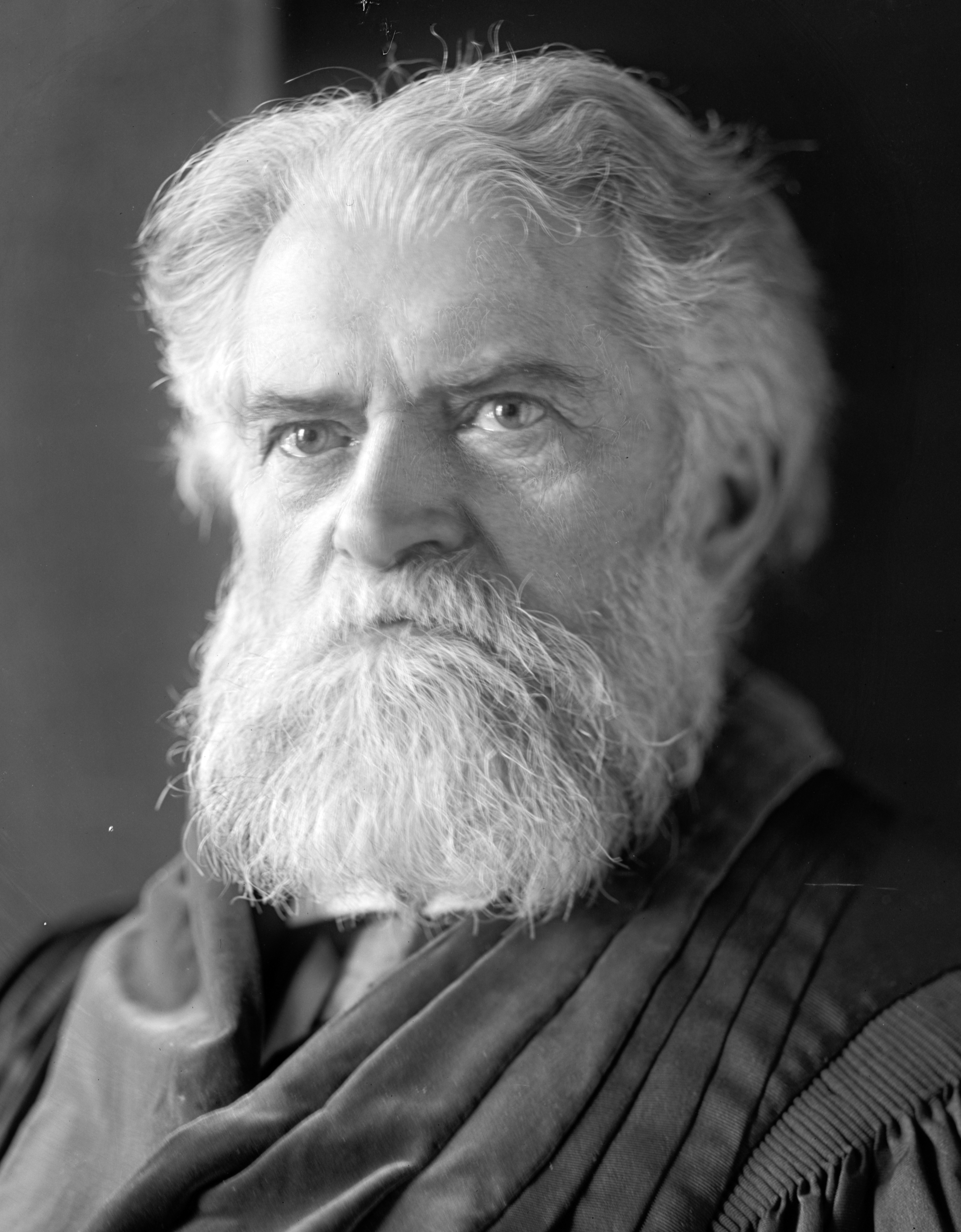
Simon Newcomb

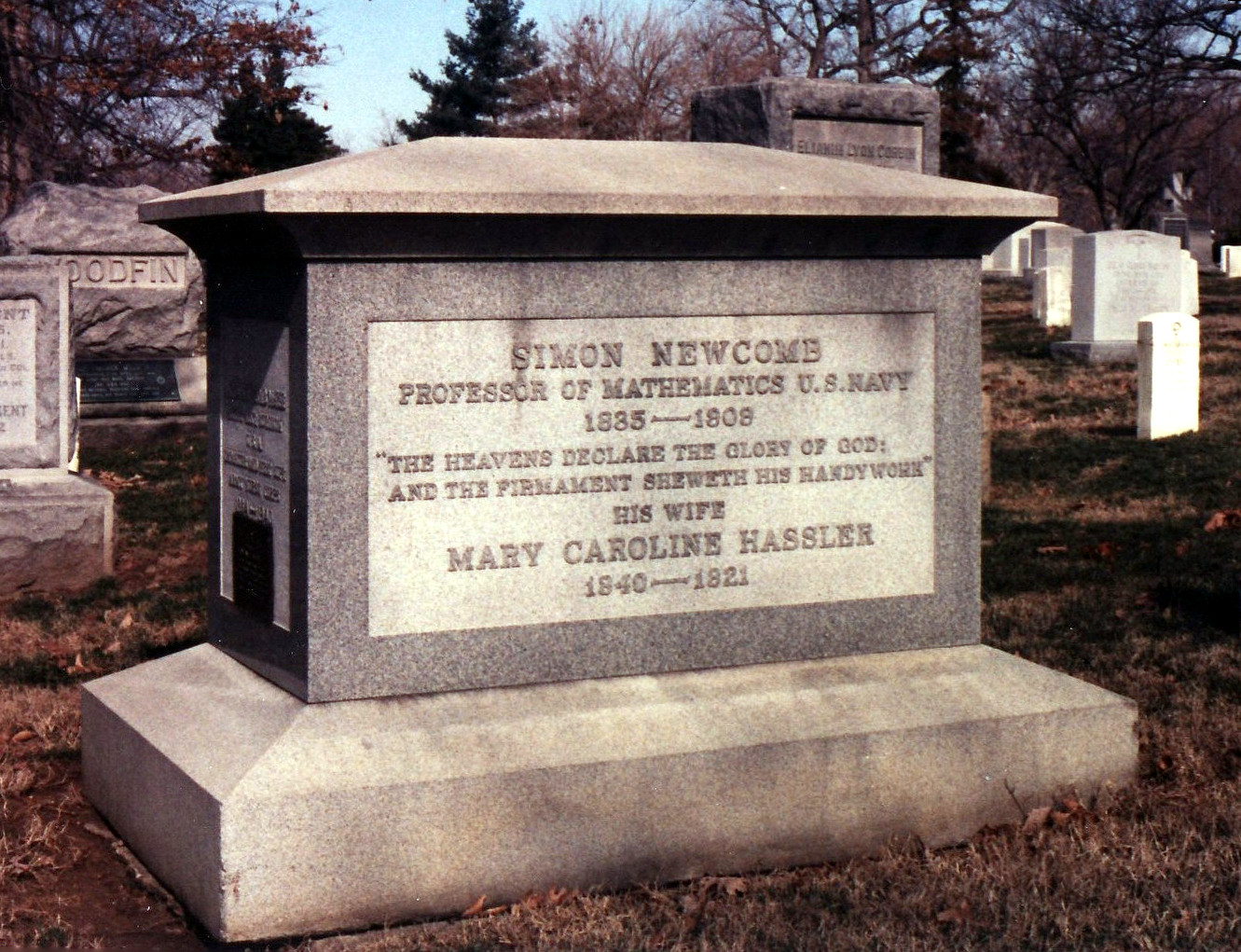
Newcombs Grab am Nationalfriedhof Arlington

Simon Newcomb (* 12. März 1835 in Wallace, Nova Scotia; † 11. Juli 1909 in Washington, D.C.) war ein kanadischer Astronom und Mathematiker.

## Leben
Simon Newcomb zog im Alter von 19 Jahren in die USA und eignete sich autodidaktisch Kenntnisse in Höherer Mathematik und Astronomie an. 1858 machte er einen Abschluss an der Lawrence Scientific School der Harvard University bei Benjamin Peirce. Bereits 1860 wurde er in die American Academy of Arts and Sciences, 1869 in die National Academy of Sciences gewählt.
1861 wurde er Astronom und Professor für Mathematik am Observatorium der US-Marine in Washington, D.C. Dort beschäftigte er sich mit Theorien der Planetenbewegung und der Bestimmung der Planetenpositionen als Navigationshilfe.
Während eines Aufenthalts am Pariser Observatorium 1870 konnte er Peter Andreas Hansens Berechnungen der Mondbahn verbessern.
Newcomb war an der Konstruktion des Großen Refraktors am United States Naval Observatory beteiligt, der im Jahre 1873 fertiggestellt wurde und lange Zeit der größte der Welt war.
1877 wurde Newcomb Direktor des Nautical Almanach Office, 1884 außerdem Professor für Mathematik und Astronomie an der Johns Hopkins University. Seine in dieser Zeit erfolgten Neuberechnungen der Ephemeriden wurden auf einer Konferenz im Mai 1896 in Paris zum internationalen Standard erklärt.
Ab 1878 betrieb er zunächst in Zusammenarbeit, dann in Konkurrenz mit Albert A. Michelson ein Projekt zur exakteren Messung der Lichtgeschwindigkeit.
1881 fiel ihm auf, dass in den Logarithmentafeln die vorderen Seiten stärker als die hinteren abgenutzt waren. Daraus leitete er die These ab, dass in einer Liste zufälliger Zahlen die 1 häufiger als jede andere Ziffer an erster Stelle stehe. Später wurde dieser Grundsatz nach Frank Benford Benfordsches Gesetz benannt.
1874 wurde er mit der Goldmedaille der Royal Astronomical Society ausgezeichnet. 1876 wurde er korrespondierendes Mitglied der Bayerischen Akademie der Wissenschaften, 1883 der Preußischen Akademie der Wissenschaften und 1888 der Göttinger Akademie der Wissenschaften. 1881 wurde er zum Ehrenmitglied (Honorary Fellow) der Royal Society of Edinburgh gewählt. Die Académie royale des Sciences, des Lettres et des Beaux-Arts de Belgique nahm ihn im Dezember 1891 als assoziiertes Mitglied und die Königlich Niederländische Akademie der Wissenschaften (KNAW) 1898 als auswärtiges Mitglied auf. Von Frankreich wurde er 1893 zum Ritter der Ehrenlegion ernannt sowie in die Académie des sciences aufgenommen. In den Jahren 1897/1898 war er Präsident der American Mathematical Society. 1908 hielt er einen Plenarvortrag auf dem Internationalen Mathematikerkongress in Rom (La théorie du mouvement de la lune: son histoire et son état actuel).

## Ehrungen
Am 29. Mai 1935 ehrte die kanadische Regierung Newcomb für sein Wirken dadurch, dass sie ihn zu einer „Person von nationaler historischer Bedeutung“ erklärte.
Der Asteroid (855) Newcombia, der Mondkrater Newcomb und der Marskrater Newcomb sind nach ihm benannt.

## Veröffentlichungen
- Populäre Astronomie. Deutsche vermehrte Ausgabe bearbeitet von Rudolph Engelmann. Verlag von Wilhelm Engelmann, Leipzig, 1881